# Płoska (rzeka na Ukrainie)
Płoska (ukr. Плоска) – rzeka na Ukrainie, przepływająca przez rejon chmielnicki obwodu chmielnickiego, prawy dopływ Bohu (dorzecze Morza Czarnego). Długość rzeki wynosi 30 km, powierzchnia basenu – 128 km², a nachylenie rzeki – 0,6 m/km.
Jej źródła znajduje się ok. 2 kilometry na zachód od wsi Chomincy. Płynie w kierunku wschodnim i wpada do Bohu w mieście Chmielnicki, w pobliżu skrzyżowania ulic Parkowej i Primakowa w rejonie Centralnego Parku Kultury i Wypoczynku im. Mychajło Czekmana. Od rzeki wzięło miasto swoją historyczną nazwę – Płoskirów.
Płoska pokrywa się lodem co roku od połowy grudnia do pierwszej dekady marca. W środkowym biegu przepływ rzeki regulują stawy w pobliżu wsi Wodyczky, Małasziwci i Szaróweczka. Ma około trzydziestu małych dopływów (o długości 1-4 km) o łącznej długości 79 km. Woda z rzeki wykorzystywana jest na potrzeby gospodarcze.
Nad rzeką znajdują się wsie Chomincy, Czabany, Danjuki, Wodyczky, Klimkowci, Wołycja, Małasziwci, Maćkowce, Szaróweczka i miasto Chmielnicki.